# United States Chess League 2010
Die United States Chess League 2010 war die sechste Austragung der United States Chess League, der US-amerikanischen Mannschaftsmeisterschaft im Schach.
Meister wurde die Mannschaft der New England Nor'easters, während der Titelverteidiger New York Knights im Playoff-Viertelfinale scheiterte. Mit den Mannschaften der New England Nor'easters (beheimatet in Somerville (Massachusetts)), der St. Louis Arch Bishops und Los Angeles Vibe waren drei neue Teams am Start. Tennessee Tempo hatte sein Team aus der USCL zurückgezogen, so dass der Wettbewerb mit 16 Mannschaften ausgetragen wurde. Die Queens Pioneers änderten ihren Mannschaftsnamen und traten als Manhattan Applesauce an.
Zu den gemeldeten Mannschaftskadern siehe Mannschaftskader der United States Chess League 2010.

## Spieltermine
Die Wettkämpfe der Vorrunde (Regular Season) fanden statt am 23./25. August, 30. August/1. September, 7./8., 13./15., 20./22. und 27./29. September, 4./6., 11./13., 18./20. und 25./27. Oktober 2010, wobei jeweils vier Wettkämpfe am ersten und zweiten Termin gespielt wurden. Je zwei Wettkämpfe des Viertelfinals wurden am 1. und 3. November gespielt, das Halbfinale fand am 10. November statt, und das Finale am 20. November. Alle Wettkämpfe wurde via Internet auf dem Server des Internet Chess Club gespielt.

## Modus
Die 16 teilnehmenden Teams wurden in zwei Achtergruppen (Eastern Division und Western Division) eingeteilt. Jede Mannschaft spielte je zweimal gegen zwei andere Mitglieder der gleichen Gruppe und je einmal gegen die fünf übrigen Mannschaften der gleichen Gruppen und gegen ein Team der anderen Gruppe. Über die Platzierung entschied zunächst die Anzahl der Mannschaftspunkte (ein Punkt für einen Sieg, ein halber Punkt für ein Unentschieden, kein Punkt für eine Niederlage), anschließend die Zahl der Brettpunkte (ein Punkt für einen Sieg, ein halber Punkt für ein Unentschieden, kein Punkt für eine Niederlage). Die ersten Vier jeder Gruppe qualifizierten sich für die Finalrunde (Playoff), die im k.-o.-System ausgetragen wurde.

## Vorrunde

### Gruppeneinteilung
Die 16 Mannschaften wurden wie folgt in die zwei Vorrunden eingeteilt:
| Eastern Division        | Western Division        |
| ----------------------- | ----------------------- |
| New York Knights        | San Francisco Mechanics |
| Baltimore Kingfishers   | Miami Sharks            |
| Boston Blitz            | Dallas Destiny          |
| Philadelphia Inventors  | Seattle Sluggers        |
| New Jersey Knockouts    | St. Louis Arch Bishops  |
| Manhattan Applesauce    | Arizona Scorpions       |
| Carolina Cobras         | Chicago Blaze           |
| New England Nor'easters | Los Angeles Vibe        |

### Eastern Division
Während sich New England, Boston und New York bereits vorzeitig für das Playoff qualifizierten, fiel die Entscheidung um den letzten Playoff-Teilnehmer erst in der letzten Runde im direkten Vergleich zwischen Baltimore und New Jersey.

#### Abschlusstabelle
| Pl. | Verein                      | Sp | G | U | V | MP      | Brett-P.  |
| --- | --------------------------- | -- | - | - | - | ------- | --------- |
| 01. | New England Nor'easters (N) | 10 | 9 | 1 | 0 | 9,5:0,5 | 28,0:12,0 |
| 02. | Boston Blitz                | 10 | 5 | 4 | 1 | 7,0:3,0 | 21,5:18,5 |
| 03. | Baltimore Kingfishers       | 10 | 5 | 1 | 4 | 5,5:4,5 | 22,0:18,0 |
| 04. | New York Knights (M)        | 10 | 4 | 2 | 4 | 5,0:5,0 | 23,5:16,5 |
| 05. | Philadelphia Inventors      | 10 | 3 | 1 | 6 | 3,5:6,5 | 18,0:22,0 |
| 06. | New Jersey Knockouts (D)    | 10 | 2 | 3 | 5 | 3,5:6,5 | 16,5:23,5 |
| 07. | Manhattan Applesauce        | 10 | 2 | 3 | 5 | 3,5:6,5 | 15,5:24,5 |
| 08. | Carolina Cobras             | 10 | 0 | 4 | 6 | 2,0:8,0 | 14,0:26,0 |

#### Entscheidungen
|     | qualifiziert für das Playoff: New England Nor'easters, Boston Blitz, Baltimore Kingfishers, New York Knights |
| (M) | Vorjahresmeister                                                                                             |
| (D) | Divisionssieger des Vorjahres                                                                                |
| (N) | erstmals teilnehmendes Team                                                                                  |

### Western Division
Vor der letzten Runde war Arizona bereits für die Playoffs qualifiziert, alle übrigen Entscheidungen fielen erst in der Schlussrunde.

#### Abschlusstabelle
| Pl. | Verein                     | Sp | G | U | V | MP      | Brett-P.  |
| --- | -------------------------- | -- | - | - | - | ------- | --------- |
| 01. | Arizona Scorpions          | 10 | 6 | 1 | 3 | 6,5:3,5 | 22,5:17,5 |
| 02. | Chicago Blaze              | 10 | 5 | 2 | 3 | 6,0:4,0 | 20,5:19,5 |
| 03. | Miami Sharks               | 10 | 4 | 3 | 3 | 5,5:4,5 | 21,0:19,0 |
| 04. | Seattle Sluggers (D)       | 10 | 4 | 2 | 4 | 5,0:5,0 | 22,0:18,0 |
| 05. | St. Louis Arch Bishops (N) | 10 | 3 | 4 | 3 | 5,0:5,0 | 18,5:21,5 |
| 06. | Los Angeles Vibe (N)       | 10 | 3 | 3 | 4 | 4,5:5,5 | 18,5:21,5 |
| 07. | San Francisco Mechanics    | 10 | 4 | 0 | 6 | 4,0:6,0 | 19,0:21,0 |
| 08. | Dallas Destiny             | 10 | 3 | 2 | 5 | 4,0:6,0 | 19,0:21,0 |

#### Entscheidungen
|     | qualifiziert für das Playoff: Arizona Scorpions, Chicago Blaze, Miami Sharks, Seattle Sluggers |
| (D) | Divisionssieger des Vorjahres                                                                  |
| (N) | erstmals teilnehmendes Team                                                                    |

## Endrunde

### Übersicht
|  | Viertelfinale           | Viertelfinale |  |  | Halbfinale              | Halbfinale   |   |  | Finale | Finale |
|  |                         |               |  |  |                         |              |   |  |        |        |
|  |                         |               |  |  |                         |              |   |  |        |        |
|  | New England Nor'easters | 2½            |  |  |                         |              |   |  |        |        |
|  | New York Knights        | 1½            |  |  | New England Nor'easters | 2            |   |  |        |        |
|  |                         |               |  |  | Boston Blitz            | 2            |   |  |        |        |
|  | Boston Blitz            | 2½            |  |  |                         |              |   |  |        |        |
|  | Baltimore Kingfishers   | 1½            |  |  | New England Nor'easters | 3            |   |  |        |        |
|  |                         |               |  |  |                         | Miami Sharks | 1 |  |        |        |
|  | Arizona Scorpions       | 2             |  |  |                         |              |   |  |        |        |
|  | Seattle Sluggers        | 2             |  |  | Arizona Scorpions       | 1            |   |  |        |        |
|  |                         |               |  |  | Miami Sharks            | 3            |   |  |        |        |
|  | Chicago Blaze           | 1             |  |  |                         |              |   |  |        |        |
|  | Miami Sharks            | 3             |  |  |                         |              |   |  |        |        |

### Entscheidungen
|  | US-amerikanischer Mannschaftsmeister: New England Nor'easters |

### Viertelfinale
Alle Wettkämpfe sahen knappe Entscheidungen, Arizona erreichte sogar nur dank der besseren Vorrundenplatzierung nach einem 2:2 gegen Seattle das Halbfinale.

### Halbfinale
Auch im Halbfinale fiel eine Entscheidung nur aufgrund der Vorrundenplatzierung, New England reichte ein 2:2 gegen Boston. Im zweiten Wettkampf setzte sich Miami durch.

### Finale
Der Neuling New England gewann auch das Finale, wobei sie eine Partie kampflos gewannen.

## Auszeichnungen

### Most Valuable Player
Der Titel des Most Valuable Player (MVP) wurde aufgrund der Vorrundenergebnisse vergeben. Für eine Gewinnpartie am ersten Brett erhielt ein Spieler vier Punkte, für eine Niederlage wurden ihm vier Punkte abgezogen. Am zweiten Brett wurden analog drei Plus- beziehungsweise Minuspunkte vergeben, am dritten Brett 2,5 und vierten Brett zwei. Zusätzlich wurde für jede mit den schwarzen Steinen erreichte Gewinn- und Remispartie ein Punkt gutgeschrieben. Den Titel gewann Julio Becerra Rivero (Miami) mit 24 Punkten, auf den Plätzen 2 und 3 folgten Sergey Erenburg (Baltimore) mit 20 Punkten und Hikaru Nakamura (St. Louis) mit 19 Punkten.

### Rookie of the Year
Der Titel des Rookie of the Year wurde für den erfolgreichsten Debütanten in der USCL vergeben. Der Titel ging an Robert Hungaski (New England), der 7 Punkte aus 8 Partien erreichte.

### Most Improved Player
Der Titel des Most Improved Player wurde an den Spieler vergeben, der seine Turnierleistung im Vergleich zu seinen vorherigen Teilnahmen an der USCL am meisten steigern konnte. Der Titel ging an Florin Felecan (Chicago).

### All Star Teams
Es wurden vier All Star Teams nominiert. Dem ersten Team gehörten Sergey Erenburg (Baltimore), Robert Hungaski (New England), Marcel Martinez (Miami) und Alex Cherniack (New England), dem zweiten Julio Becerra Rivero (Miami), Pascal Charbonneau (New York), Michael Lee und Axel Guo (beide Seattle), dem dritten Hikaru Nakamura (St. Louis), Marc Esserman (Boston), Ben Finegold (St. Louis) und Aleksandr Ostrovskiy (New York) und dem vierten Varuzhan Akobian (Seattle), Julio Catalino Sadorra (Dallas), Daniel Rensch (Arizona) und Nicholas Rosenthal (Miami).

### Game of the Year
Nach jeder Runde wurde eine Partie der Woche (Game of the Week) gewählt, aus den 13 Partien der Woche sowie sieben weiteren Partien (Wildcards) wurde die Partie des Jahres (Game of the Year) gewählt. Erstmals ging der Titel an eine per Wildcard nominierte Partie, nämlich an die Gewinnpartie von Varuzhan Akobian (Seattle) gegen Yury Shulman (St. Louis) aus der zehnten Runde. Game of the Week der zehnten Runde war die Gewinnpartie von Jorge Sammour-Hasbun (Boston) gegen Giorgi Katscheischwili (New York), die in der Wahl des Game of the Year den zweiten Platz belegte, den dritten Platz in der Jahreswertung erreichte die Gewinnpartie von Yury Shulman (St. Louis) gegen Melikset Khachiyan (Los Angeles) aus der ersten Runde.

## Die Meistermannschaft
| 1.            | New England Nor'easters |
| Schachfiguren | Samuel Shankland, David Vigorito, Jan van de Mortel, Robert Hungaski, Charles Riordan, Braden Bournival, Christopher Chase, Alex Cherniack, Carey Theil. |